# 伊藤正 (実業家)
伊藤 正（いとう ただし、1922年1月6日- 2004年11月18日 ）は、日本の経営者。住友商事社長、会長を務めた。

## 来歴・人物
兵庫県出身。1949年に東京大学法学部法律学科を卒業し、同年に日本建設産業(のちの住友商事)に入社した。1966年7月に鋼材貿易部長に就任し、取締役、常務、専務を経て、1981年6月に副社長に就任し、1983年6月に社長に昇格し、1990年6月に会長に就任した。1995年6月に相談役に就任し、1997年2月から名誉顧問を務めた。
1984年2月に藍綬褒章を受章した。
2004年11月18日、急性骨髄性白血病のために死去。82歳没。